# Angela Winkler
Pour les articles homonymes, voir Winkler.
 (juillet 2025).
Angela Winkler, née le 22 janvier 1944 à Templin, est une actrice allemande.

## Biographie
Angela Winkler a d'abord étudié pour devenir laborantine à Stuttgart, mais son intérêt pour le théâtre la mène à Munich où elle prend des cours de comédie avec Ernst Fritz Fürbringer. En 1967, elle obtient son premier rôle au théâtre à Cassel.
En 1969, elle interprète le premier rôle dans Scènes de chasse en Bavière réalisé par Peter Fleischmann. Après avoir vu ce film, Peter Stein lui fait rejoindre le Schaubühne où elle restera de 1971 à 1978.
Son film suivant, L'Honneur perdu de Katharina Blum réalisé par Volker Schlöndorff, la rend célèbre en 1975. Pour ce rôle-titre, elle reçoit le Prix du film allemand. En 1979, elle accède à la renommée internationale en interprétant la mère d'Oskar Matzerath dans le film de Volker Schlöndorff Le Tambour qui remporte à la fois la Palme d'or à Cannes et l'Oscar du meilleur film étranger.
Angela Winkler est mariée au sculpteur Wiegand Wittig, ils ont quatre enfants.
Elle est élue membre de l'Académie des arts de Berlin en 2010.

## Filmographie
- 1969 : Scènes de chasse en Bavière (Jagdszenen aus Niederbayern) de Peter Fleischmann
- 1975 : L'Honneur perdu de Katharina Blum (Die verlorene Ehre der Katharina Blum oder: Wie Gewalt entstehen und wohin sie führen kann)
- 1978 : La Femme gauchère (Die linkshändige Frau)  de Peter Handke
- 1978 : Messer im Kopf de Reinhard Hauff
- 1978 : L'Allemagne en automne (Deutschland im Herbst)
- 1979 : Le Tambour (Die Blechtrommel) de Volker Schlöndorff : Agnes Matzerath
- 1979 : Letzte Liebe
- 1981 : La Provinciale de Claude Goretta
- 1983 : Danton : Lucile Desmoulins
- 1983 : L'Amie
- 1983 : Ediths Tagebuch
- 1984 : De grens
- 1991 : Bronsteins Kinder
- 1992 : Benny's Video de Michael Haneke
- 1995 : Der Kopf des Mohren
- 1998 : Die Bubi Scholz Story (TV)
- 2006 : Das Geheimnis im Moor (TV)
- 2007 : Hiver 1945 (Die Flucht) (TV)
- 2007 : Ferien
- 2014 : Sils Maria d'Olivier Assayas
- 2017 - 2020 : Dark (TV) : Inès Kahnwald
- 2017 - Commissaire Dupin (Episode : Un cadavre disparait) : Sophie Bandol.
- 2018 : Suspiria de Luca Guadagnino : Miss Tanner
- 2023 : Sisi & Ich de Frauke Finsterwalder : Ludovica de Bavière

## Théâtre
- 1996 : La Cerisaie d'Anton Tchekhov (Burgtheater, Vienne) mise en scène Peter Zadek
- 1999 : Hamlet de Shakespeare (Wiener Festwochen) mise en scène Peter Zadek
- 2000 : Rosmersholm de Henrik Ibsen (Rebekka, Burgtheater, Vienne) mise en scène Peter Zadek
- 2002 : Anatol d'Arthur Schnitzler (Gabriele, Burgtheater, Vienne) mise en scène Luc Bondy
- 2003 : La Nuit de l'iguane de Tennessee Williams (Hannah Jelkes, Burgtheater, Vienne) mise en scène Peter Zadek
- 2003 : Mère Courage et ses enfants de Bertolt Brecht (Mutter Courage, Deutsches Theater Berlin) mise en scène Peter Zadek
- 2004 : Peer Gynt de Henrik Ibsen (Aase, Berliner Ensemble) mise en scène Peter Zadek
- 2005 : The Winter's Tale de Shakespeare (Paulina, Berliner Ensemble) mise en scène Bob Wilson
- 2007 : Die Dreigroschenoper de Bertolt Brecht (Jenny, Berliner Ensemble) mise en scène Bob Wilson
- 2008 : John Gabriel Borkman de Henrik Ibsen, mise en scène Thomas Ostermeier, Théâtre national de Bretagne, Odéon-Théâtre de l'Europe